# Pennala
Pennala är en tätort (finska: taajama) i Orimattila stad (kommun) i landskapet Päijänne-Tavastland i Finland. Vid tätortsavgränsningen den 31 december 2021 hade Pennala 959 invånare och omfattade en landareal av 4,25 kvadratkilometer.